# Багреевка
Багреевка — усадьба в пригороде Ялты, на территории Ливадийского лесничества, где в 1920—1921 годах большевиками проводилось массовое уничтожение населения города и вообще всех причисленных советской властью к числу своих политических врагов. Один из символов красного террора в Крыму.

## Усадьба и судьба её хозяина
До 1920 года Багреевка была имением присяжного поверенного Алексея Фёдоровича Фролова-Багреева. В ходе красного террора в Крыму, последовавшего за эвакуацией Русской армии генерала Врангеля, в период с 7 декабря 1920 года по 25 марта 1921 года оно было одним из мест массовых расстрелов горожан. Здесь было уничтожено около 1000 человек, хозяин усадьбы в их числе.
Сохранились материалы чекистского дела Фролова-Багреева. Имеется ордер № 4 особого отдела ВЧК 6-й армии от 24 ноября 1920 года выданный некому Макартину на обыск в доме по ул. Пушкинская, принадлежащем Фролову-Багрееву. Неизвестно, что нашли и что изъяли при обыске — протокол обыска отсутствует. Из записей в деле явно видно, что основная цель обыска и допросов — установить, выявить и изъять ценности. Приобщён протокол допроса гражданки П. Б. Масленковой, проживающая по ул. Воронцовская, 26, которая показала, что она работает у Алексея Фёдоровича (кем, не указала). Она показала, что ей известно, что он состоятельный человек, но есть ли у него какие-то ценности, ей неизвестно. В последнее время, по её словам, он живет одиноко, нигде не бывает, его нотариальная практика незначительна. В деле имеется протокол допроса самого Фролова-Багреева. Он, в частности, показал:

Во время второго большевизма я уехал в Новороссийск, так как во время первого большевизма мне принесли массу неприятностей, до отобрания всего имущества, причём эти неприятности были такого же характера, которые и сейчас… в моём доме по ул. Милютинская, 2, поселились комиссары. Я же вынужден был находиться в доме моего знакомого Волгранинова. Нотариальная контора не работает. Я ничего не зарабатываю, хоть мой нотариальный стаж составляет более 30 лет. Никаких сбережений я не имею. Мои квартиры в Ялте заняты чужими людьми и дохода от сдачи их в аренду нет. Одних поселил я сам, других поселили дворники, когда меня не было в Ялте.

Показал Фролов-Багреев также, что он имеет дачу по Исарскому шоссе, в которой давно не был, и усадьбу по улице Симферопольской (в советское время и сейчас улица Свердлова), 5. В посёлке Гурзуф также имеет усадьбу, а в посёлке Ай-Василь — сад. Он назвал свой последний адрес: ул. Воронцовская, 26. Свои показания дополнил письменной просьбой отпустить его под подписку хоть на некоторое время, поскольку он человек не молодой, болен, никуда выезжать не собирается, всё своё имущество он утратил и утаивать ему нечего. О своих родственниках и близких ничего не говорил и записей о них в протоколе нет. На первой странице протокола допроса Фролова-Багреева чётко выделяется крупнонаписанная вычурная резолюция председателя тройки Чернабрывого без даты: «Расстрелять».

## События 1920—1921 годов
Один из организаторов красного террора венгерский коммунист Бела Кун заявлял:

Крым — это бутылка, из которой ни один контрреволюционер не выскочит, а так как Крым отстал на три года в своем революционном развитии, — то быстро подвинем его к общему революционному уровню России.

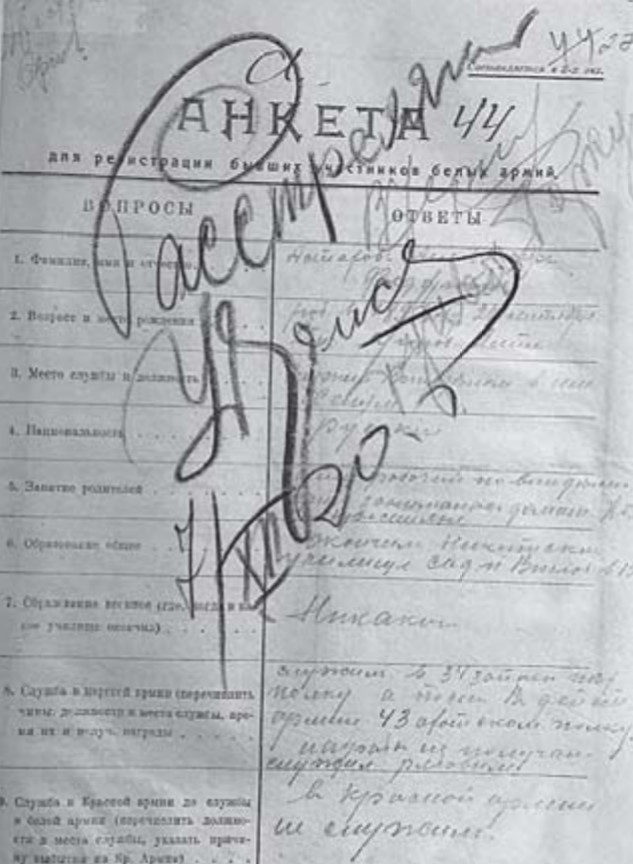
Личное дело заключенного участника Белого движения с резолюцией Э. М. Удриса "Расстрелять" 07 декабря 1920 года, Ялта

К 2008 году были установлены имена 800 убитых. Среди них известная благотворительница княгиня Н. А. Барятинская (была убита в возрасте 80 лет, парализованная, передвигалась в инвалидной коляске), её дочь И. В. Мальцова (мать троих детей, во время убийства была беременной), её муж капитан-лейтенант Черноморского флота С. И. Мальцов, его отец — генерал И. С. Мальцов (основатель Симеиза). Среди расстрелянных было много известных старых генералов, которые не служили в Белой армии: генерал-майор князь А. П. Багратион-Мухранский (находился в Ялте на отдыхе и лечении), генерал-лейтенант Н. П. Бобырь, генерал-майор Я.П.Семенов (Архитектор Симеиза) , генерал-майор В. Д. Орехов и др. В Багреевке погибли протоиерей собора Св. Александра Невского (Ялта) К. М. Агеев, сын Павла Ундольского (строителя и первого священника Форосской церкви) — Василий, фотограф государя-императора А. М. Иваницкий, сенатор Ильяшенко, Д. А. Алчевский, сын основателя г. Алчевска А. К. Алчевского и его жены — знаменитого педагога Христины Алчевской, выпускница Смольного института домашняя учительница Л. А. Матусевич.
В числе расстрелянных были люди самых разных национальностей и социального положения: дворяне и крестьяне, военнослужащие и священники, студенты и медицинские сестры, рабочие и ученые, адвокаты и судьи. Так, 12 декабря 1920 года арестовали княжну Наталью Трубецкую, работавшую сестрой милосердия в лазарете Ливадийского дворца, за неё вступились члены профсоюза сестер милосердия Ялтинского района и попросили передать её на поруки — «ручаемся своей подписью, что сестра Трубецкая не была причастна ни к какой политической организации ни при старой, ни при новой власти». Расстреляли всех подписавших — 16 человек.
Казни проходили по регистрационным спискам, потом по анкетам, по облавам и доносам. По словам местных жителей несколько дней по дороге шли люди конвоируемые красноармейцами, и в течение нескольких суток с территории усадьбы были слышны выстрелы. Дорога к усадьбе, по описанию О. В. Ткачевой в повести «Помню наш дом», была усеяна крестиками, медальонами, другими мелкими предметами — так гонимые на смерть, видимо, надеялись, указать своим родным дорогу к месту казни.
Нескольким людям удалось сбежать, вернее, они скрывались в окрестных домах…
Из доноса:

Заявление в Особый морской отдел. Согласно моему заявлению были арестованы княгиня Н. А. Барятинская, генерал в отставке Мальцев и его сын капитан гвардии Мальцев. Зная, что эти люди, цензовики, собравшиеся выехать за границу, но почему-то не успевшие, являются безусловно контрреволюционерами, уверен, что имеют связи и знают много другой себе подобной сволочи, предложил бы для пользы дела путём различных предложений и нажимов добиться от них, каких они знают членов национальных обществ и прочих контрреволюционных организаций, и арестовать их родных и знакомых, как безусловную сволочь, и уверен, что они могут кое-что дать. 17 декабря 1920 г.

Весной 1921 года у властей Ялты возникла проблема — начал таять снег и талая вода с гор вместе с кровью убитых стекала в ялтинский водопровод, отчего вода в нём окрасилась в розовый цвет.
Некрополи подобные Багреевке расположены по всему Крыму.

## Память
Место захоронения было определено только осенью 1996 года, после чего там был установлен деревянный православный крест. Именно тогда протоиерей Владислав Шмидт, настоятель храма Иоанна Златоуста в Ялте, отслужил на этом месте первую панихиду. С 1997 года ежегодно, 10 декабря, в день поминовения на этом месте стали собираться не только ялтинцы, но и потомки тех, кто был расстрелян в Багреевке — Апраксины, Барятинские, Веригины, Каннисты, Мальцовы, Щербатовы.

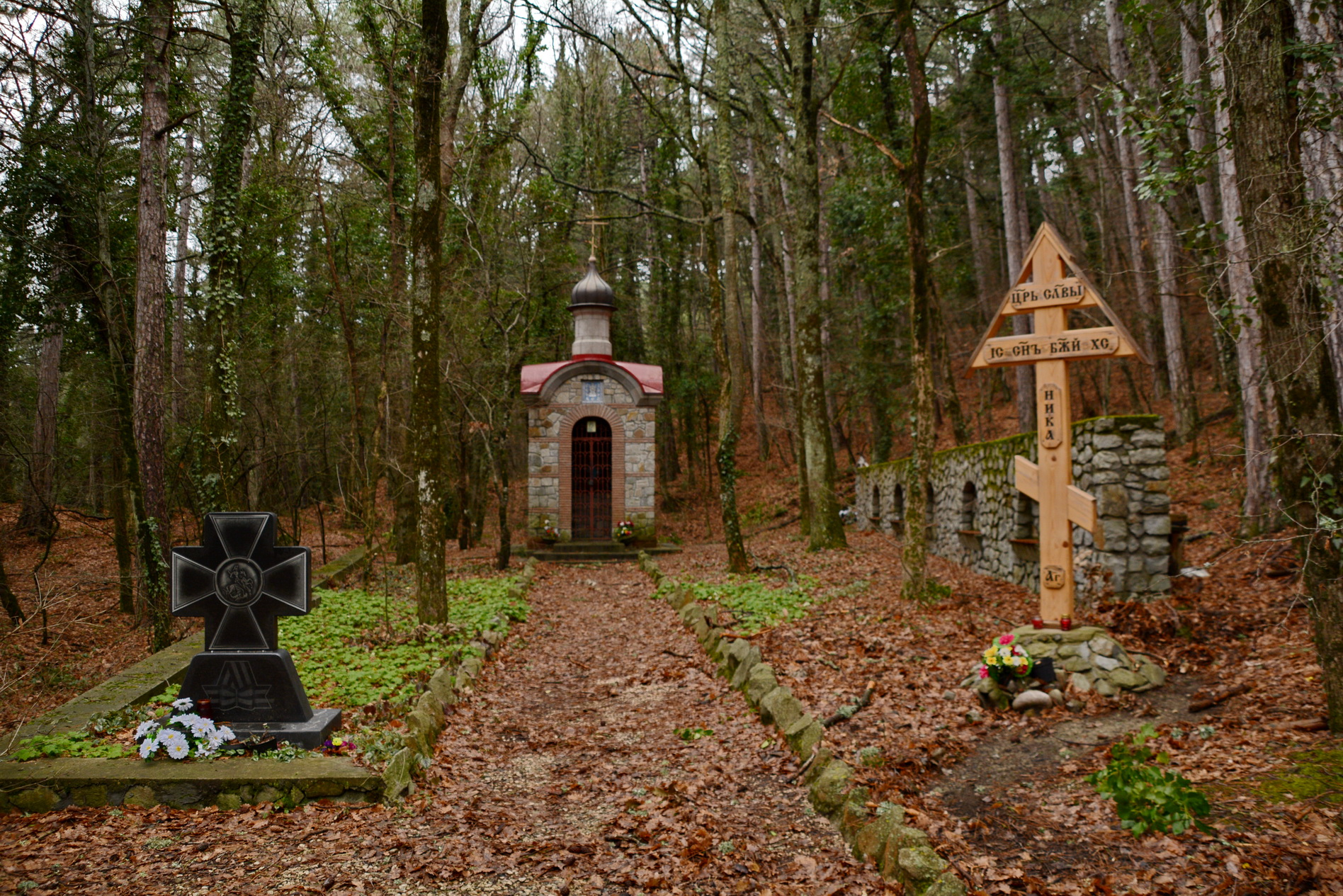
Общий вид
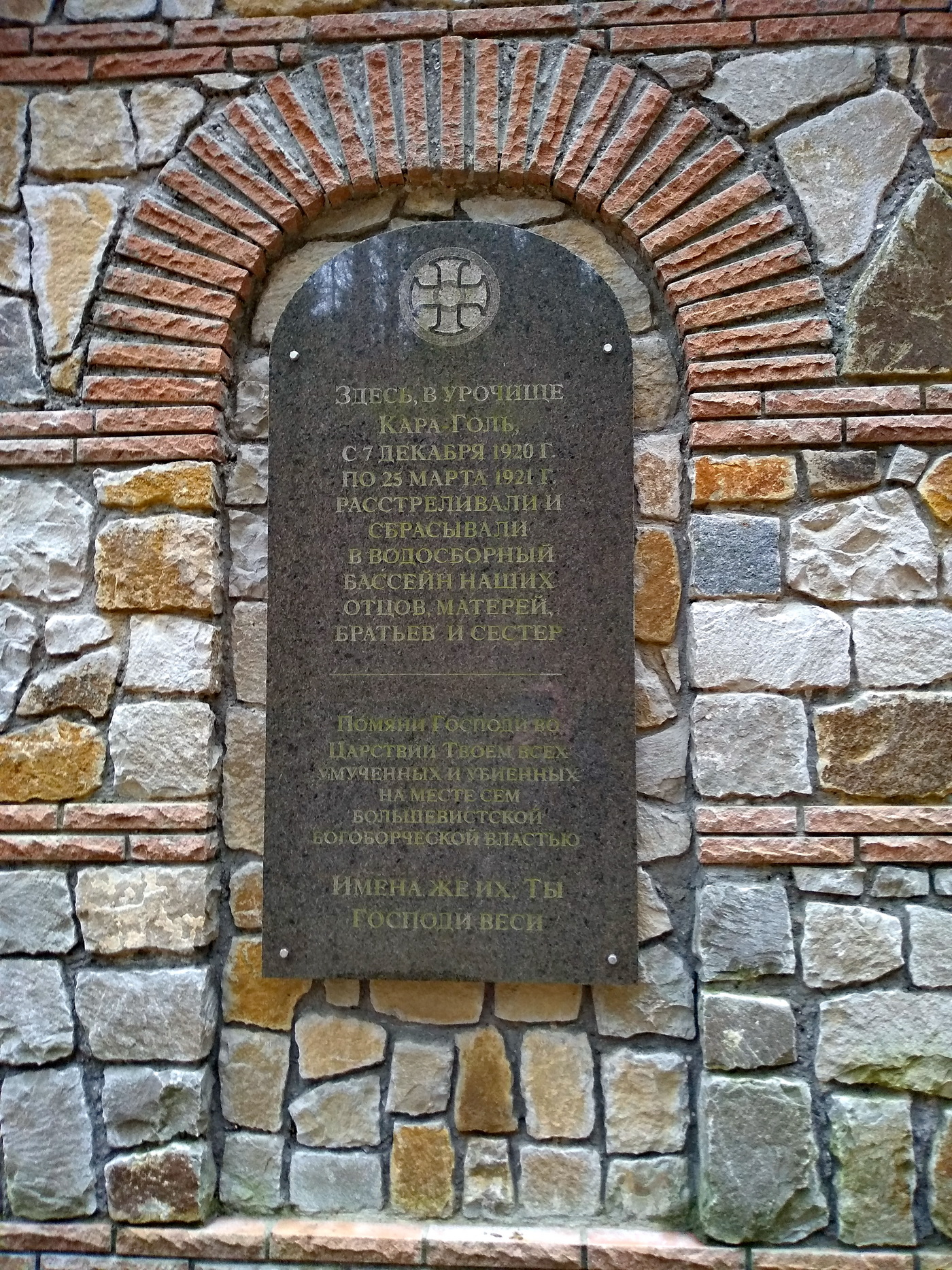
Памятная табличка
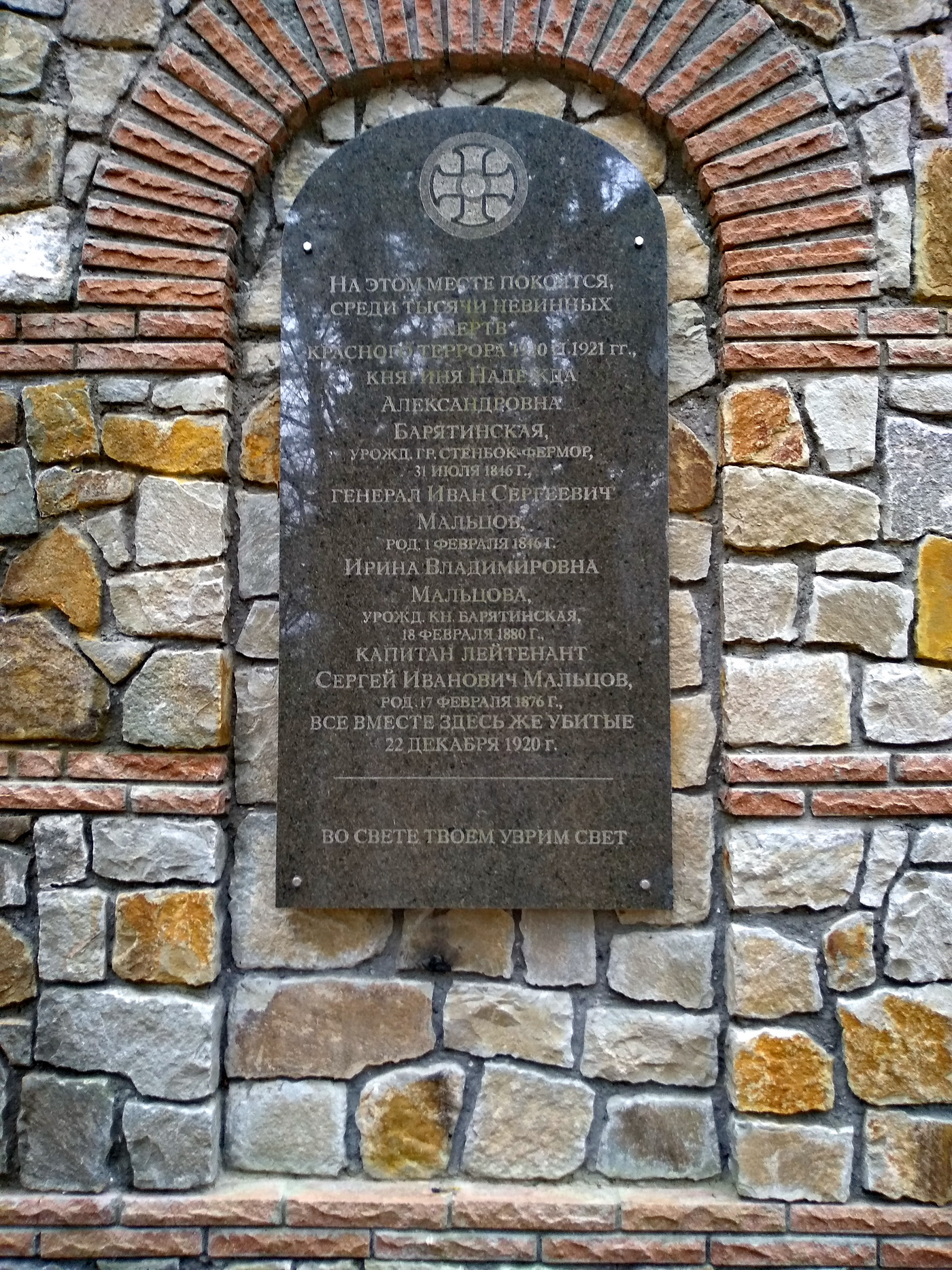
Список расстрелянных (неполный)

10 декабря 2005 года в Багреевке состоялась церемония освящения закладки часовни во имя иконы Знамения Пресвятыя Богородицы Курско-Коренной (1295 г.) в память убитых. Для её возведения два года собирал средства Сергей Николаевич Мальцов. По состоянию на 2012 год возведение часовни завершено.